# Bostrichoidea
Bostrichoidea là một liên họ bọ cánh cứng.

## Phân loại
Liên họ này gồm các họ:
- Anobiidae Fleming 1821 
  - Ptinidae hoặc Ptininae Latreille 1802
- Bostrichidae Latreille 1802 
  - Lyctinae hoặc Lyctidae Billberg 1820
  - Endecatominae hoặc Endecatomidae LeConte 1861
- Dermestidae Latreille 1804 
  - Thorictinae hay Thorictidae Agassiz 1846
- Jacobsoniidae Heller 1926
- Nosodendridae Erichson 1846

## Hình ảnh

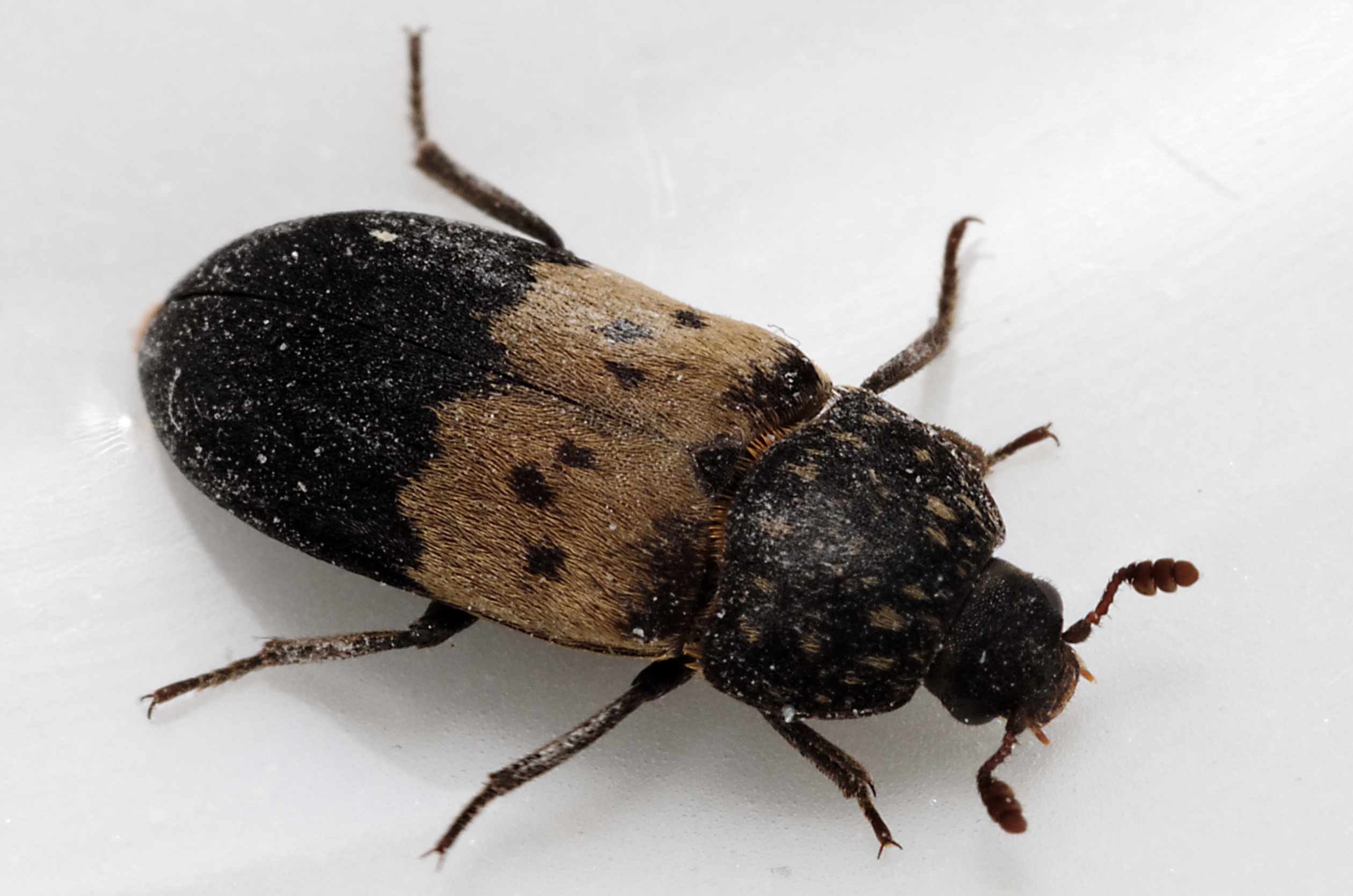
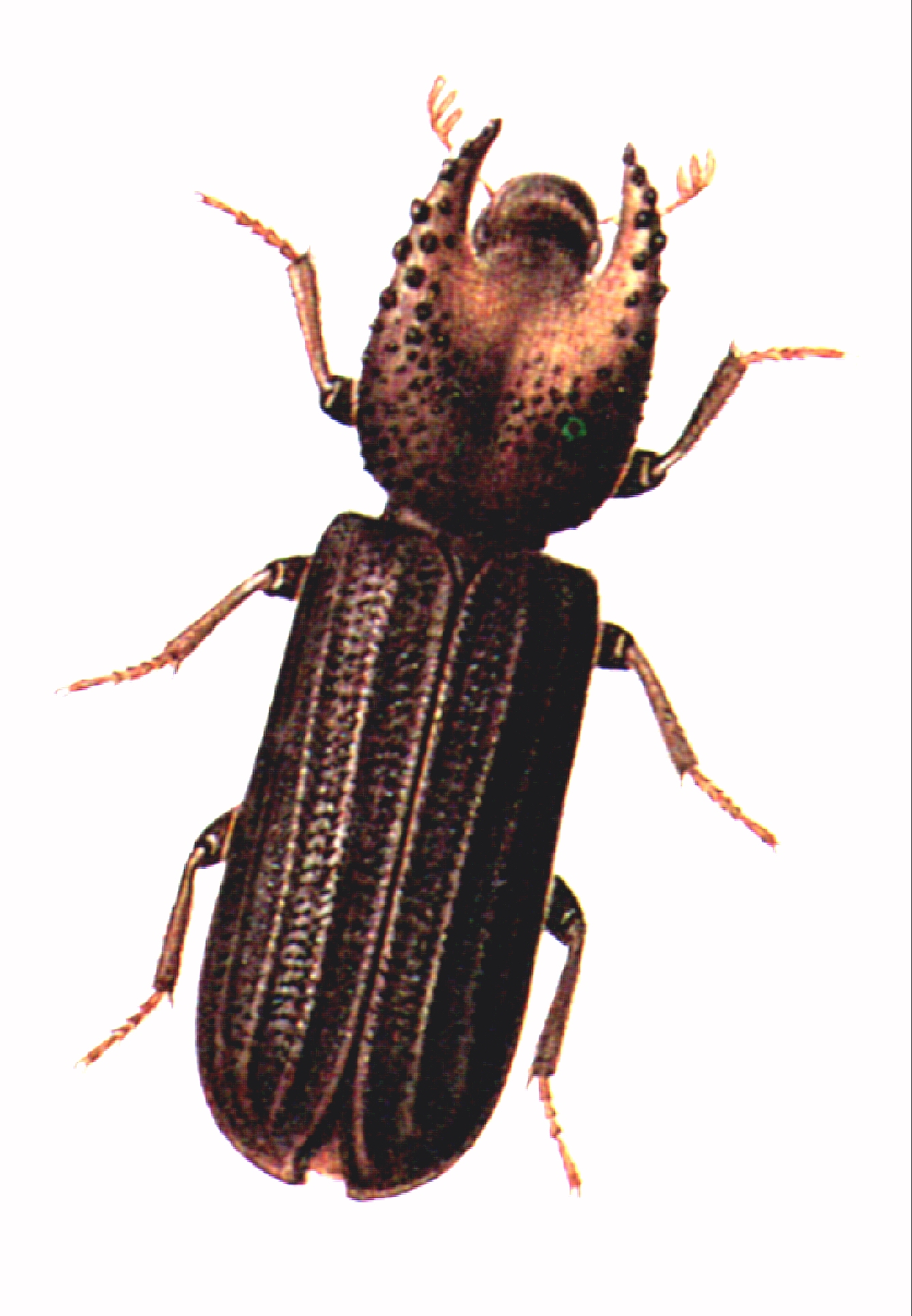
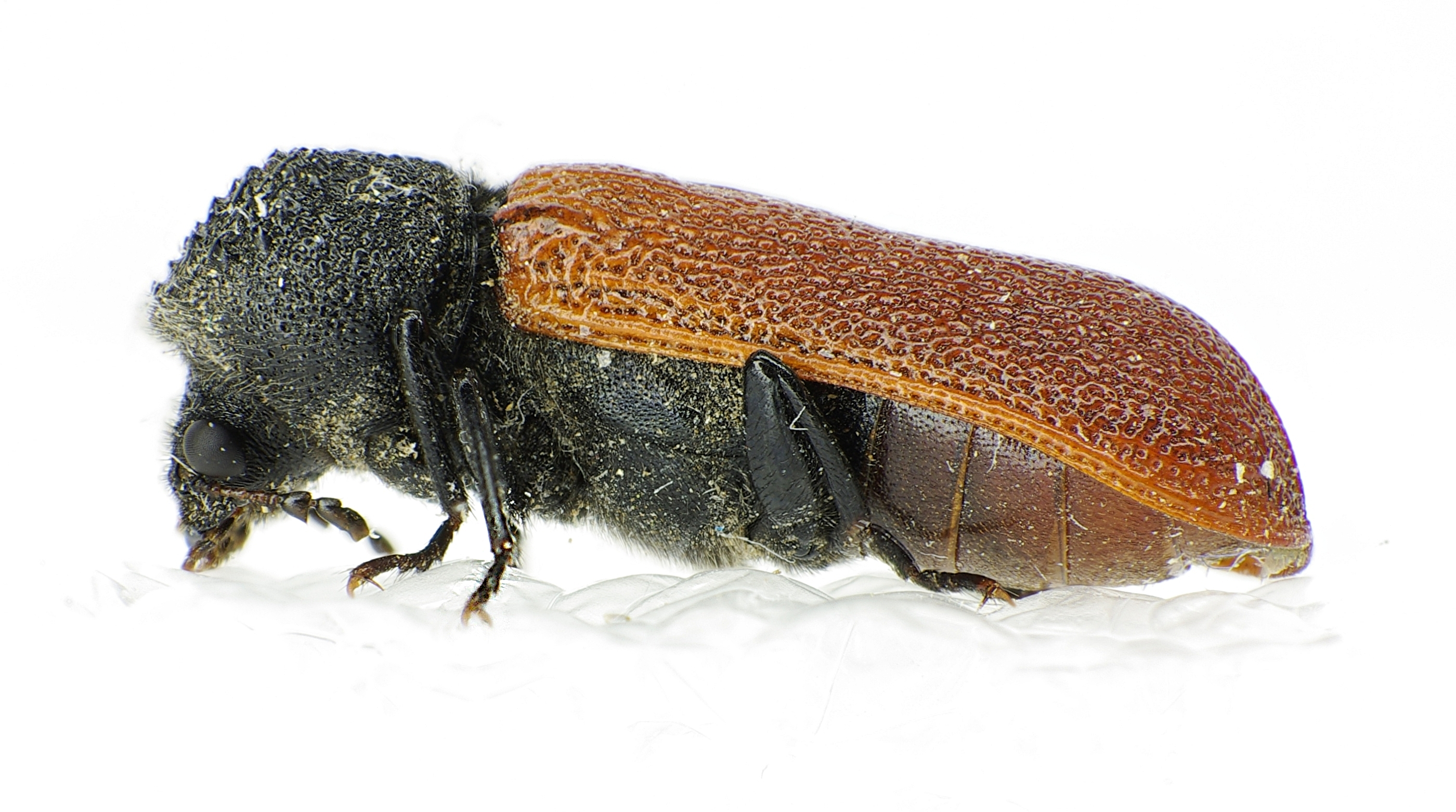
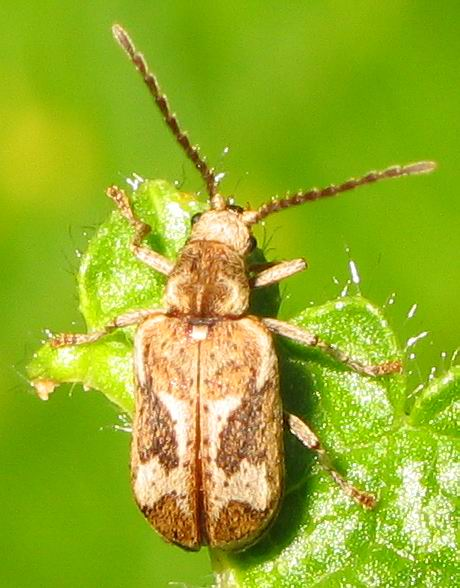